# Kościół św. Jana Ewangelisty w Paczkowie
Kościół świętego Jana Ewangelisty – rzymskokatolicki obronny kościół parafialny należący do dekanatu Paczków diecezji opolskiej.

## Historia

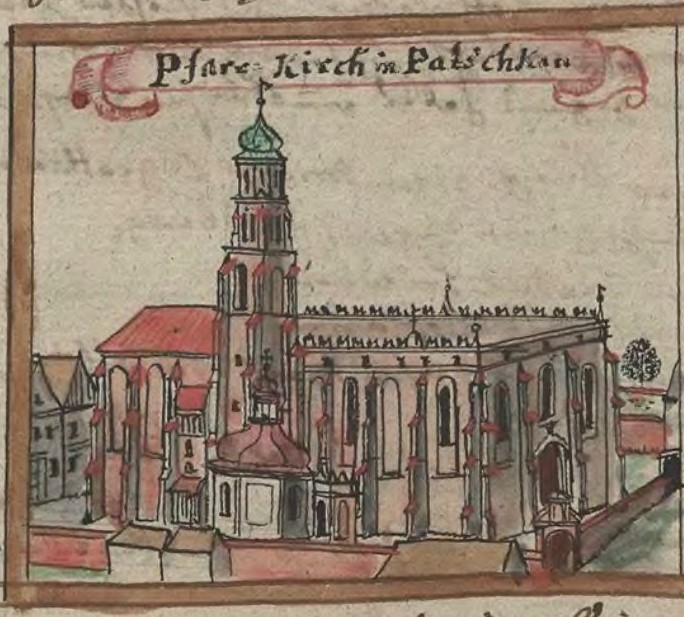
Rysunek kościoła z połowy XVIII wieku

Budowa świątyni rozpoczęła się w 1350 roku i trwała około 30 lat, a jej fundatorem był zapewne biskup wrocławski Przecław z Pogorzeli, urzędujący w latach 1341-1376.
Obecny kształt budowli to efekt przebudów w stylu renesansowym, barokowym i neogotyckim. W XV wieku do prezbiterium od strony południowej została dobudowana dwuprzęsłowa kaplica pod wezwaniem Najświętszej Marii Panny, w której znajduje się jedyny w Europie Środkowej ołtarz wyrzeźbiony z jednego kawałka piaskowca. Druga kaplica została wybudowana w stylu barokowym w 1701 roku po epidemii, jako wotum dla św. Rocha. Wieża miała po wybudowaniu w 1389 roku 120 m, aktualnie są to 64 metry

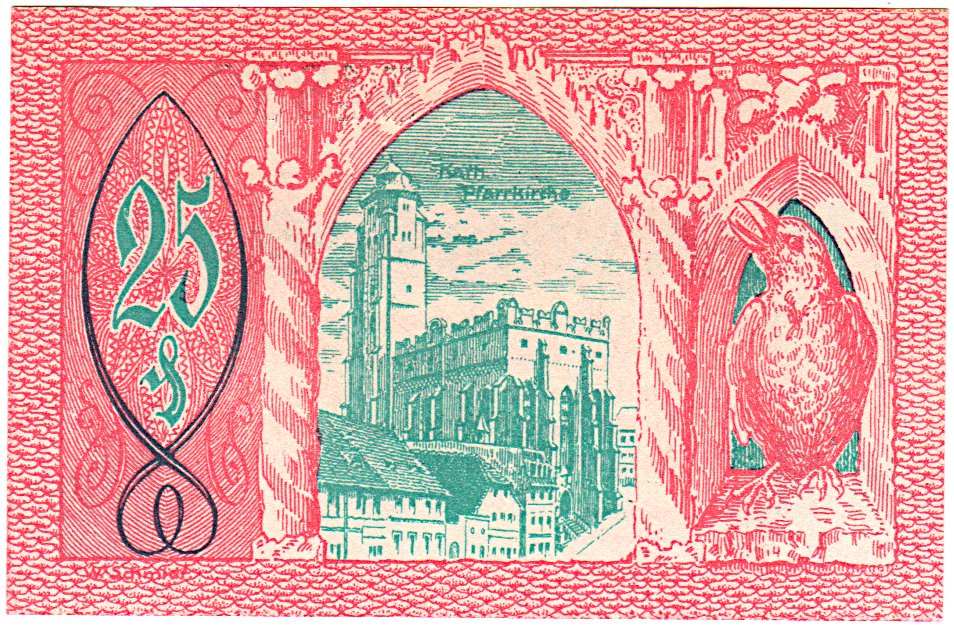
Kościół na banknocie z 1921 r.

W XVI wieku, w obawie przed najazdami Turków, świątynia została przebudowana i ufortyfikowana, tym samym zaczęła spełniać funkcje obronne – dachy zostały przekształcone i zostały dobudowane mury tarczowe zwieńczone attyką. W południowej nawie została ustawiona okrągła kamienna studnia, jedyna studnia w Europie znajdująca się wewnątrz kościoła, która w XIX wieku otrzymała żelazną nadbudowę. Według podań, w studni tej – nazywanej „tatarską” - mieszkańcy nie tylko czerpali wodę, ale również, w przypadku ataku nieprzyjaciela, mogli się w niej schronić.

## Wnętrze

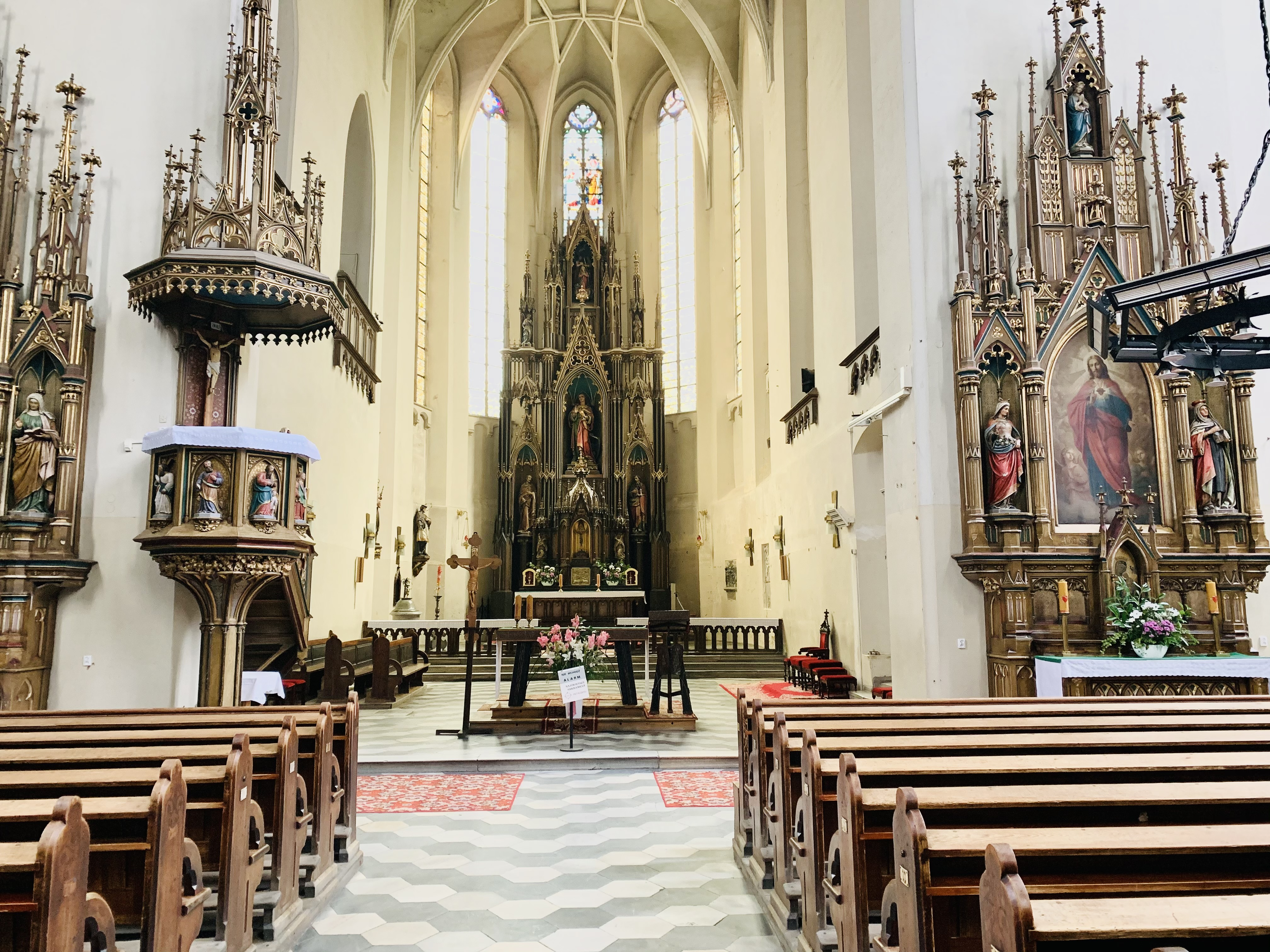
Wnętrze świątyni

Wewnątrz kościoła zachowały się cenne zabytki sztuki rzeźbiarskiej (m.in. dzieła wykonane przez Wita Stwosza), ołtarz w stylu neogotyckim i ambona z XIX wieku. Szczególną uwagę należy zwrócić na sklepienia budowli, które znakomicie odzwierciedlają bogactwo gotyckich rozwiązań wszelakich form i typów. Nawa główna jest przesklepiona formami gwiaździstymi, nawy boczne są nakryte sklepieniami trójpodporowymi, natomiast prezbiterium jest nakryte rzadko spotykanymi na Śląsku sklepieniami sieciowymi. Jedna z kaplic jest nakryta bardzo rzadkim wariantem sklepienia sieciowego. Z kolei kruchty nakryte są sklepieniami kolebkowo-krzyżowymi.

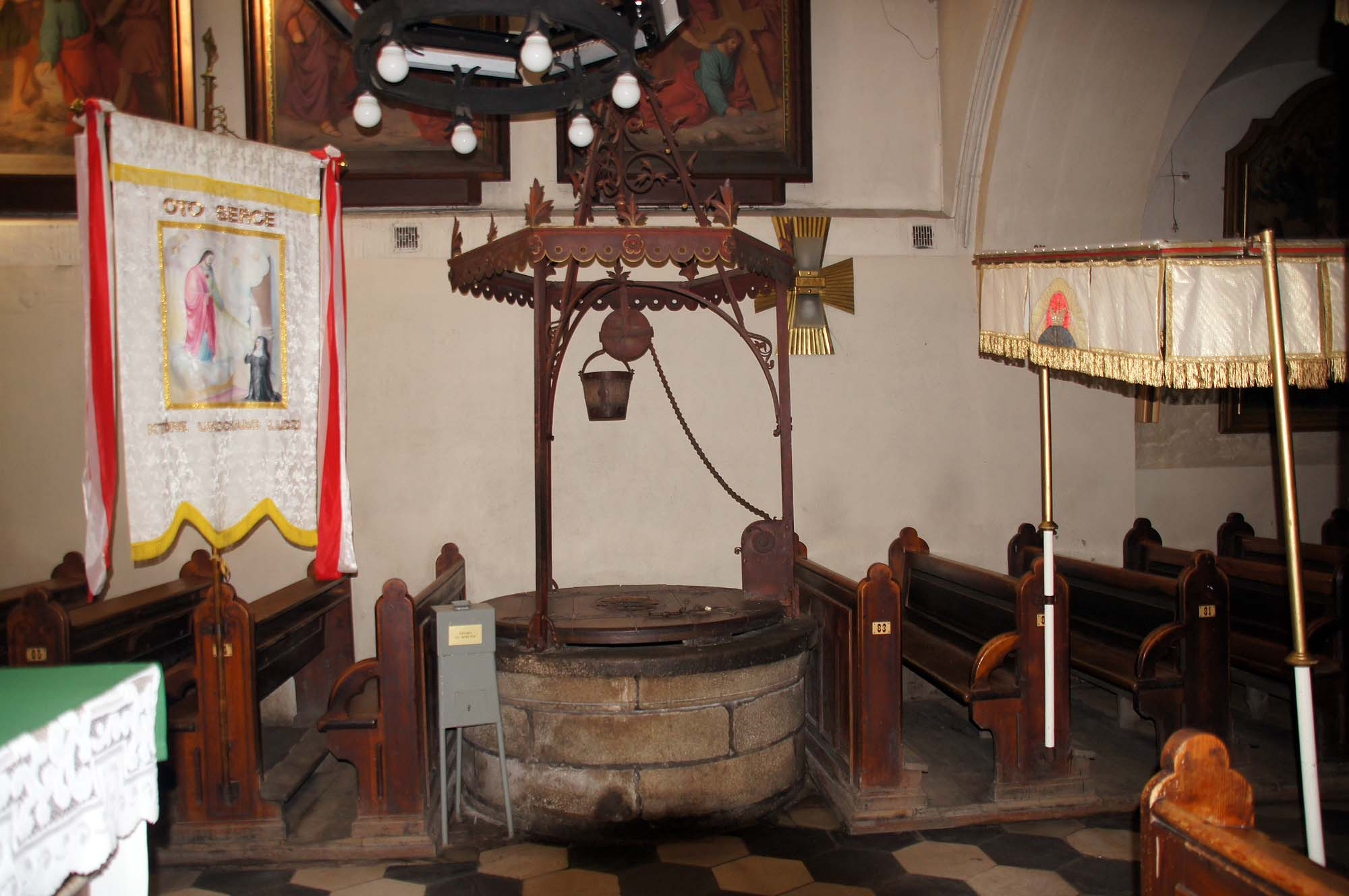
Studnia w świątyni
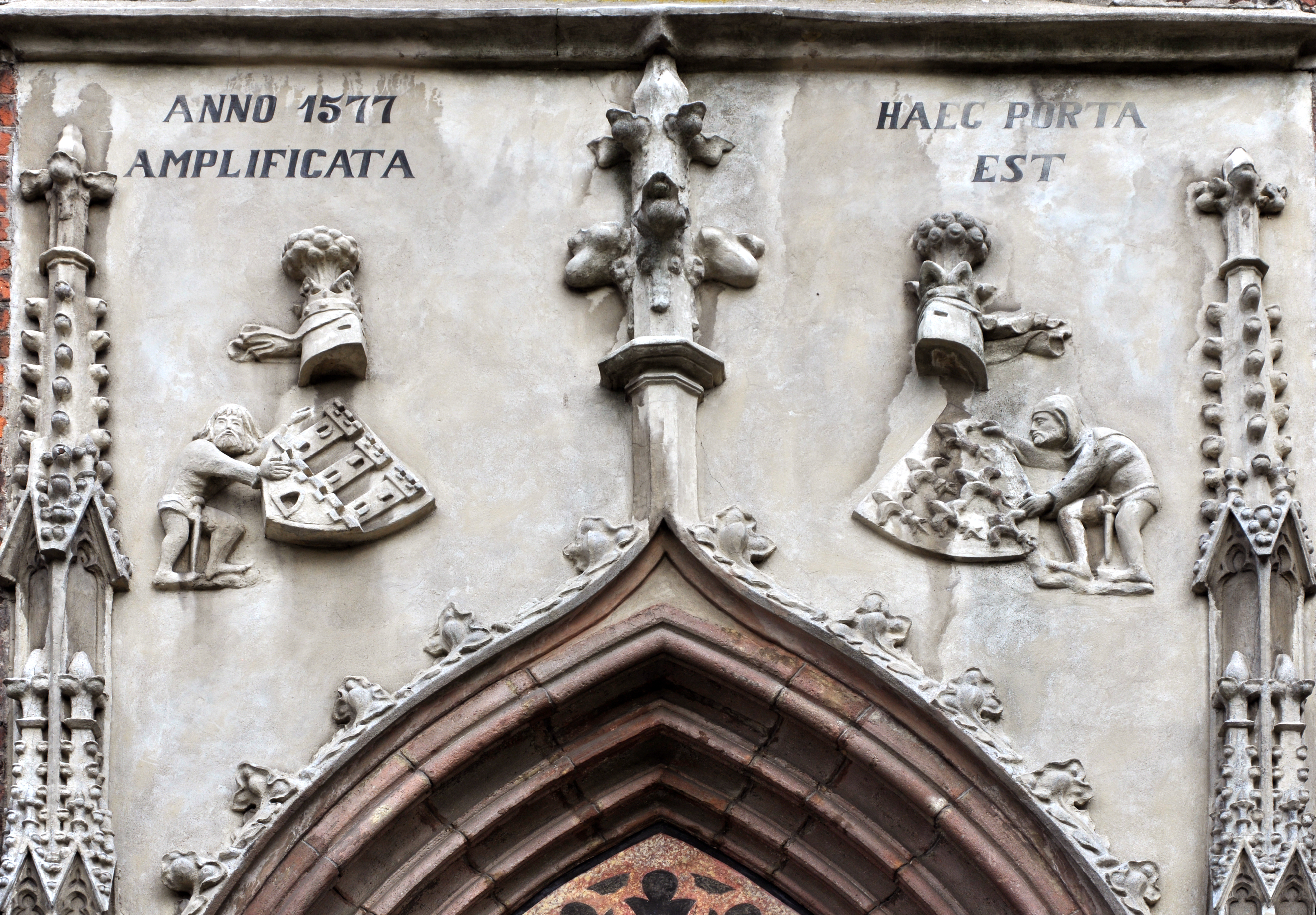
Portal z herbami
Herb Przecława z Pogorzeli
Herb księstwa nyskiego

## Organy
Organy zostały wybudowane w 1882 roku przez firmę Schlag & Söhne (opus 214). Ostatni remont instrumentu przeprowadziła w latach 2006-2007 firma Mariana Nawrota z Wronek. Prospekt jest jednosekcyjny, stół gry wbudowany centralnie w szafę organową. Wiatrownice z kancelami rejestrowymi i wiszącymi wentylami. Organy zasilają cztery miechy klinowe.
Dyspozycja instrumentu:
| Manuał I                       | Manuał II              | Pedał             |
| Hauptwerk                      | Oberwerk               |                   |
| ------------------------------ | ---------------------- | ----------------- |
| 1. Principal 16'               | 1. Bordun 16'          | 1. Principal 16'  |
| 2. Principal 8'                | 2. Gemshorn 8'         | 2. Violon 16'     |
| 3. Hohlflöte 8'                | 3. Salicet 8'          | 3. Subbas 16'     |
| 4. Gambe 8'                    | 4. Portunal 8'         | 4. Octavbass 8'   |
| 5. Doppelrohrflöte 8'          | 5. Lieblich Gedackt 8' | 5. Cello 8'       |
| 6. Trompete 8'                 | 6. Geigenprincipal 4'  | 6. Flautbass 8'   |
| 7. Octave 4'                   | 7. Flöte traverse 4'   | 7. Octavbass 4'   |
| 8. Gemshorn 4'                 | 8. Mixtur 1-3 fach     | 8. Quinte 10 2/3' |
| 9. Rohrflöte 4'                |                        | 9. Posaune 16'    |
| 10. Quinte 2 2/3' u. Octave 2' |                        |                   |
| 11. Cornet 1+3 fach            |                        |                   |
| 12. Mixtur 3 fach              |                        |                   |